# A Just View of the British Stage
A Just View of the British Stage, or Three Heads are better than one est une gravure originale de l'artiste britannique William Hogarth, publiée en décembre 1724.
Avec The Bad Taste of the Town publiée au printemps de la même année et Masquerade Ticket (1727), cette estampe satirique s'inscrit dans une critique menée par l'artiste à l'endroit du théâtre anglais.

## Contexte
L'estampe, dont le titre en français serait « Une opinion objective sur la scène britannique », est imprimée à Londres le 10 décembre 1724, et vendue 6 pence, juste un mois après la création de Harlequin Sheppard de John Thurmond au théâtre royal de Drury Lane, montée par Colley Cibber, Barton Booth, et Robert Wilks : leurs prestations et les choix de mise en scène sont ici moqués à travers un faux spectacle, prétexte à les ridiculiser. Par ailleurs, la presse ne fut pas tendre avec ce Harlequin Sheppard. Thurmond, qui s'inspirait pour sa pièce de l’évasion spectaculaire du populaire voleur récidiviste Jack Sheppard de la prison de Newgate dans la nuit du 15 octobre 1724 et qui fut finalement pendu le 16 novembre suivant, n'a d'ailleurs pas laissé de trace notable dans le répertoire dramatique anglais.
Depuis le début des années 1720, Londres accueille par ailleurs sur ses planches une nouvelle forme de représentation, l'« arlequinade » : inspirée du personnage d'Arlequin, il s'agit d'une pantomime, sans parole donc, et dont la vedette incontestée est John Rich, directeur du Lincoln's Inn Fields Theater, et qui est en amitié avec Hogarth ; les deux hommes cofonderont dix ans plus tard le club Sublime Society of Beef Steaks.
Cherchant à concurrencer par tous les moyens les spectacles de John Rich, une véritable vedette, les comédiens Colley Cibber, Barton Booth, et Robert Wilks, qui avaient concocté à leur tour un spectacle de pantomime, attaquent Hogarth à peine l'estampe diffusée.

## Description
C'est justement l'excès, la surenchère, la précipitation visant à conquérir un public que l'on suppose toujours avide d'effets et de bruits, que l'estampe fustige et de façon assez comique : sur l'image, derrière un fatras situé au premier plan confinant au grand n'importe quoi, sont convoqués le fantôme de Ben Jonson urinant sur les décors, un violoniste pendu, des toilettes publics (« où les excréments seront faits de gâteau au gingembre écrasé de façon à ne pas offenser le public »), et trois comédiens à qui l'on fait dire, par des phylactères, des idioties, et où l'on comprend que Harlequin Doctor Faustus se combinera sur scène avec l'histoire d'un Sheppard/Scaramouche s'échappant par le trou des toilettes. On comprend mieux le choix du titre pour Hogarth : ce « point de vue affligeant » (just view s'opposant ici à fair view) sur le théâtre britannique, se veut avant tout circonstancié, l'auteur s'amuse ici à ridiculiser cette forme de mise en scène grotesque. Quand il sous-titre Three Heads are better than one (« trois têtes valent mieux qu'une »), il insinue, qu'au contraire, Rich, à lui tout seul et muet, vaut mieux que tout ce bazar sans queue ni tête.

## Technique
Âgé de 26 ans, formé très jeune à la gravure, Hogarth a visiblement utilisé ici le burin et ce, de façon hâtive, se donnant à peine un mois pour couvrir l'événement : d'une dimension de 20,5 × 22,8 cm, les premiers états de l'impression montrent qu'il n'a même pas signé son travail. D'autres tirages, sans doute postérieurs, sont signés. Sa technique se rapproche ici de la caricature, qu'il va employer tout au long de sa carrière, l'accompagnant de textes souvent très spirituels.

## Analyse
Hogarth incrimine les véritables responsables, à ses yeux, de la dégénérescence de l’art dramatique britannique : les directeurs de Drury Lane, bastion du théâtre légitime, eux-mêmes inféodés aux caprices de la mode, alors qu'ils sont soutenus par le roi. Ronald Paulson souligne qu'« Hogarth attaque ici moins le mauvais goût évident de ces spectacles que leur caractère hypocrite, décevant et prétentieux ».